# Reserva Natural de Nõva
A Reserva Natural de Nõva é uma reserva natural localizada no condado de Lääne, na Estónia.
A área da reserva natural é de 2390 hectares.
A área protegida foi fundada em 1985 com base na área de proteção de plantas de Nõva e com base na Área de Conservação da Paisagem de Nõva (fundada em 1997).